# Seznam ameriških igralcev (S)
Daryl Sabara - Sabu Dastagir - Robert Sacchi - Katee Sackhoff - William Sadler - Jean Sagal - Joey Sagal - Katey Sagal - Liz Sagal - Bob Saget - Ken Sagoes - Susan Saint James - Jill St. John - Eva Marie Saint - Meredith Salenger - Matt Salinger - Benjamin Salisbury - Jeffrey D. Sams - Laura San Giacomo - Olga San Juan - Stacy Sanches - Kiele Sanchez - Marco Sanchez - Shauna Sand Lamas - Erin Sanders - Richard Sanders - Summer Sanders - William Sanderson - Tommy Sands - Jake Sandvig - Steve Sandvoss - Sandy Allen - Gary Sandy - Isabel Sanford - Christina Santiago - Saundra Santiago - Tessie Santiago - Joseph Santley - Reni Santoni - Joe Santos - Bob Sapp - Mia Sara - Sarah Clarke - Cristina Saralegui - Chris Sarandon - Susan Sarandon - Ursula Sarcev - Dick Sargent - Sam Sarpong - Tura Satana - Ann Savage - Ben Savage - Fred Savage - John Savage (igralec) - Randy Savage - Telly Savalas - Doug Savant - Josh Saviano - Tom Savini - Ivy Sawyer - John Saxon (igralec) - Rolf Saxon - Jack Scalia - Diana Scarwid - Wendy Schaal - Johnathon Schaech - Rebecca Schaeffer - Natalie Schafer - Anne Schedeen - Roy Scheider - Richard Schiff - Kevin Schmidt - Lola Schnabel - Olmo Schnabel - Stella Schnabel - John Schneider (igralec) - Michael Schoeffling - Suzi Schott - Bitty Schram - Liev Schreiber - Rick Schroder - John Schuck - Dwight Schultz - Paul Schulze - Ivyann Schwann - Jason Schwartzman - David Schwimmer - Rusty Schwimmer - Tracy Scoggins - Peter Scolari - Adam Scott (igralec) - Ashley Scott - Campbell Scott - Debralee Scott - Eric Scott - George C. Scott - Judson Scott - Kathryn Leigh Scott - Lizabeth Scott - Martha Scott - Randolph Scott - Rebecca Scott - Rodney Scott - Seann William Scott - Tom Everett Scott - Alexander Scourby - Angus Scrimm - Steven Seagal - Howie Seago - Jean Seberg - Kyle Secor - Amy Sedaris - Sam Seder - Kyra Sedgwick - George Segal - Pamela Segall - Miriam Seegar - Evan Seinfeld - Jerry Seinfeld - David Selby - Selena - Janie Sell - Connie Sellecca - Tom Selleck - Joe Seneca - Ivan Sergei - Josh Server - Seth Peterson - Matthew Settle - Joan Severance - Chloë Sevigny - Amanda Seyfried - Ted Shackelford - Glenn Shadix - Sarah Shahi - Christi Shake - Tony Shalhoub - Garry Shandling - Shannon McGinnis - Colleen Shannon - Molly Shannon - Ray Sharkey - Michael Sharrett - Lindsey Shaw - Scott Shaw - Alia Shawkat - Wallace Shawn - Mildred Shay - Rhonda Shear - Athole Shearer - Harry Shearer - Ally Sheedy - Charlie Sheen - Jacqueline Sheen - Martin Sheen - Craig Sheffer - Johnny Sheffield - Tamie Sheffield - Marley Shelton - Parry Shen - Paul Shenar - Sam Shepard - Cybill Shepherd - Neferteri Shepherd - Ann Sheridan - Jamey Sheridan - Leisa Sheridan - Nicolette Sheridan - Sherry Alberoni - Brad Sherwood - Brooke Shields - Francis Xavier Shields - James Shigeta - Armin Shimerman - Jenny Shimizu - Sab Shimono - Nell Shipman - John Wesley Shipp - Talia Shire - Shirley Stoler - Dawn Evelyn Paris - Anne Shoemaker - Dan Shor - Dinah Shore - Pauly Shore - Grant Show - Michael Showalter - Kathy Shower - Sonny Shroyer - Andrew Shue - Elisabeth Shue - Sylvia Sidney - Christopher Sieber - Jim Siedow - Casey Siemaszko - Nina Siemaszko - Sigrid Gurie - James Sikking - Douglas Sills - Milton Sills - Trinidad Silva - Ron Silver - Jay Silverheels - Jonathan Silverman - Laura Silverman - Phil Silvers - Alicia Silverstone - Henry Simmons - J. K. Simmons - Jean Simmons - Zoe Kelli Simon - Ashlee Simpson - Jessica Simpson - Suzi Simpson - Molly Sims - Frank Sinatra - Tina Sinatra - Penny Singleton - Gary Sinise - Tony Sirico - Jeremy Sisto - Tom Sizemore - Tom Skerritt - Azura Skye - Ione Skye - Christian Slater - Helen Slater - Danny Slavin - Matt Sloan - Tiffany Sloan - Tina Sloan - Everett Sloane - Craig Slocum - Joey Slotnick - Amy Smart - Jean Smart - Anna Deavere Smith - Anna Nicole Smith - Buffalo Bob Smith - Charles Martin Smith - Gregory Smith - Hal Smith (igralec) - Jaclyn Smith - Kent Smith - Kerr Smith - Kim Smith - Kurtwood Smith - Lane Smith - Martha Smith - Natalie Smith - Paul L. Smith - Sarah & Emma Smith - Shawnee Smith - Yeardley Smith - Jan Smithers - Jimmy Smits - Stephen Snedden - Wesley Snipes - Carrie Snodgress - Brittany Snow - Norman Snow - Alana Soares - Leelee Sobieski - Sonja Sohn - Marla Sokoloff - Ian Somerhalder - Suzanne Somers - Sommore - Gale Sondergaard - Brenda Song - Michael Sopkiw - Kevin Sorbo - Aaron Sorkin - Mira Sorvino - Paul Sorvino - Shannyn Sossamon - Ann Sothern - Talisa Soto - David Soul - Sissy Spacek - Kevin Spacey - David Spade - James Spader - Laurette Spang-McCook - Jean Spangler - Martin Spanjers - Billy Sparks - Hal Sparks - Jeff Speakman - Britney Spears - Jamie Lynn Spears - Lester Speight - Dona Speir - Tori Spelling - Laura Spellman - George Spelvin - John Spencer (igralec) - Kimberly Spicer - Brent Spiner - G. D. Spradlin - Shannon Spruill - Heather Spytek - Cathy St. George - Marco St. John - Mathew St. Patrick - Kelly Stables - Robert Stack - Timothy Stack - Grace Stafford - Michelle Stafford - Nick Stahl - Frank Stallone - Sylvester Stallone - John Stamos - Lionel Stander - Aaron Stanford - Arnold Stang - Kim Stanley - Harry Dean Stanton - Barbara Stanwyck - Jean Stapleton - Maureen Stapleton - Koo Stark - Charles Starrett - Jack Starrett - Mary Steenburgen - Burr Steers - Gwen Stefani - Bobby Steggert - Rod Steiger - Ben Stein - Pamela Stein - Cynthia Stevenson - John Stephenson (igralec) - Ford Sterling - Jan Sterling - Daniel Stern (igralec) - Frances Sternhagen - Steve Bond - Connie Stevens - Craig Stevens - David Stevens - Inger Stevens - Julie Stevens (igralka) - Mark Stevens (igralec) - Onslow Stevens - Pat Stevens - Stella Stevens - McLean Stevenson - Anita Stewart - Boo Boo Stewart - French Stewart - James Stewart (igralec) - Kristen Stewart - Liz Stewart - Shannon Stewart (Playmate) - Tonea Stewart - David Ogden Stiers - Julia Stiles - Jerry Stiller - Margo Stilley - Dean Stockwell - John Stockwell (igralec) - Suzanne Stokes - Mink Stole - Eric Stoltz - Mark Stolzenberg - Christopher Stone (igralec) - Dee Wallace-Stone - Emma Stone - Harold Stone - Jennifer Stone - Milburn Stone - Sharon Stone - Adam Storke - Gale Storm - Michael Storm - Madeleine Stowe - Michael Stoyanov - Beatrice Straight - Julie Strain - Steven Strait - Glenn Strange - Marcia Strassman - Chrishell Stause - Peter Strauss - Meryl Streep - Barbra Streisand - David Strickland - KaDee Strickland - Elaine Stritch - Brenda Strong - Danny Strong - Rider Strong - Don Stroud - Sally Struthers - Bradley Stryker - Stuart Lafferty - Gloria Stuart - Wes Studi (Indijanec) - Geoff Stults - Tara Subkoff - Alan Sues - Margaret Sullavan - Erik Per Sullivan - Kyle Sullivan - Susan Sullivan - Jamie Summers - Jeremy Sumpter - Susan Blanchard - Todd Susman - Paul Sutera - Donald Sutherland - Kiefer Sutherland - Victor Sutherland - Kristine Sutherland - Mena Suvari - Mack Swain - Chelse Swain - Dominique Swain - Hilary Swank - Gloria Swanson - Kristy Swanson - Patrick Swayze - Heidi Swedberg - D.B. Sweeney - Joseph Sweeney - Terry Sweeney - Blanche Sweet - Dolph Sweet - Madylin Sweeten - Jodie Sweetin - Inga Swenson - Robert Swenson - Taylor Swift - Kitty Swink - Loretta Swit - Carl Switzer - Wanda Sykes - Harold Sylvester - William Sylvester - Jennifer Syme - Rob Van Dam - 